# 자포리자 원자력 발전소
자포리자 원자력 발전소(우크라이나어: Запорізька атомна електростанція 자포리자  아톰나 엘레크트로스탄치야[*])는 우크라이나 자포리자 주 에네르호다르에 있는 원자력 발전소이다. 유럽에서 제일 큰 원자력 발전소이자 세계에서 9번째로 발전량이 큰 원자력 발전소이다. 우크라이나 동남부에 있으며 드니프로강 유역 카호브스케 저수지 인근에 있다.
자포리자 원자력 발전소는 우라늄-235를 연료로 동작하는 VVER-1000 가압수형 원자로(PWR) 6기가 있다. 발전소 내 원자로 1기당 950MWe의 전력을 생산하며 총 5,700MWe의 전력을 생산할 수 있다. 1호기부터 5호기까지 처음 5기는 1985년에서 1989년 사이에 운전하기 시작했고, 1996년 6호기가 가동되기 시작했다. 자포리자 원자력 발전소는 우크라이나 내 원전 발전량의 절반을, 우크라이나 내 전체 전력 중 1/5 가량을 공급하고 있다.
원자력 발전소 바로 맞은편에 자포리자 화력 발전소가 있다.
2022년 3월 3일에는 러시아의 우크라이나 침공 과정에서 러시아의 포격으로 화재가 발생했다. 우크라이나 원자력 규제 기구가 국제 원자력 기구(IAEA)에서 제출한 자료에서는 이 포격으로 방사능 수치가 늘어나지 않았다고 보고했다.

## 역사와 사건사고

### 2014년 정세불안
2014년 5월에는 우익 섹터 대표를 자처한 무장 괴한 40여명이 발전소에 접근하러 시도했단 사실이 알려졌다. 이들은 에네르호다르에 진입하기 전 우크라이나 경찰의 제지로 막혔다.
자포리자 원자력 발전소는 2014년 이후 격렬한 전투가 벌어지고 있는 돈바스 지역과 약 200 km 떨어져 있다. 그린피스 회원인 토비아스 뮌히마이어는 2014년 8월 31일 돈바스에서의 전투 중 중포로 발전소가 피해를 입을 수 있다고 우려하였다.

### 2014년 원자력 사고
2014년 12월 3일, 우크라이나의 총리 아르세니 야체뉴크는 수 일 전 자포리자 원자력 발전소에서 사고가 일어났다고 발표했다. 사고 원인은 배전망의 누전이었으며, 원자로 현장과 그 전력 생산에는 영향이 없었다고 밝혔다. 발전소 내 6개 원자로 중 1개 원자로가 2014년 12월 두 번 운영을 정지하였다. 원자력 발전소 정지와 더불어 우크라이나 내 석탄 발전소의 석탄 수급 부족 사태가 합쳐져 2014년 12월 초순부터 말까지 우크라이나 전역에 수 차례 정전 사태가 발생했다.

### 2022년 러시아의 우크라이나 침공
2022년 2월 24일 러시아가 우크라이나를 침공하자 발전소 운영업체인 에네르호아톰은 가동 위험을 줄이기 위해 5호기와 6호기의 운영을 정지하고, 2월 25일부터 1~4호기만 운영한다고 발표했다.
3월 3일 러시아군의 포격으로 발전소 부지 일부가 피해를 입었다. 원자로 1호기 근처에서 화재가 발생했으나 발전소 운영에 필수적인 시설은 손상을 입지 않았다고 발표했다. 미국의 원자력 발전 관련 관료는 원자로가 현재 안전하게 가동 정지된 상태라고 밝혔다. 치열한 전투 끝에 러시아군이 발전소를 점령했으며 방사능 수치에는 이상이 없다고 발표했다.
3월 4일 UTC 오전 4시 20분경, 국제 원자력 기구(IAEA)는 훈련용 건물에 화재가 발생한 것이며 이 화재는 진압되었다고 발표했다. 원자로의 안전이 위협받거나 중요 설비에 피해를 입은 일은 없다고 밝혔다. 원자력 발전소의 손실로 현재 발전량이 1.3 GW 내려간 상태이며 인근에 있는 자포리자 화력발전소 9기를 통해 모자란 발전량을 벌충하고 있다.
3월 14일 자포리자 원자력 발전소 원전 1호기 근처에서 다시 폭발이 발생하였다.

## 운영 상황
2017년에는 3호기의 현대화 개수 작업이 완료되어 2027년까지 총 10년간 연장 가동하기로 결정하였다. 2021년에는 5호기의 현대화 개수 작업이 완료되어 수명을 2030년까지 10년 연장 운영하기로 결정하였다.
| 호기  | 원자로 종류   | 발전 용량 | 발전 용량 | 착공날자        | 작동날자         | 시운전 날짜      | 설계 수명 날짜   | 수명 연장               |
| 호기  | 원자로 종류   | 순발전량  | 총발전량  | 착공날자        | 작동날자         | 시운전 날짜      | 설계 수명 날짜   | 수명 연장               |
| ----- | ------------- | --------- | --------- | --------------- | ---------------- | ---------------- | ---------------- | ----------------------- |
| 1호기 | VVER-1000/320 | 950 MWh   | 1000 MWh  | 1980년 4월 1일  | 1984년 12월 10일 | 1985년 12월 25일 | 2015년 12월 23일 | 2025년 12월 23일로 연장 |
| 2호기 | VVER-1000/320 | 950 MWh   | 1000 MWh  | 1981년 1월 1일  | 1985년 10월 22일 | 1986년 2월 15일  | 2016년 2월 19일  | 2026년 2월 19일로 연장  |
| 3호기 | VVER-1000/320 | 950 MWh   | 1000 MWh  | 1982년 4월 1일  | 1986년 12월 10일 | 1987년 3월 5일   | 2017년 3월 5일   | 2027년 3월 5일로 연장   |
| 4호기 | VVER-1000/320 | 950 MWh   | 1000 MWh  | 1983년 4월 1일  | 1987년 12월 18일 | 1988년 4월 14일  | 2018년 4월 4일   | 2028년 4월 4일로 연장   |
| 5호기 | VVER-1000/320 | 950 MWh   | 1000 MWh  | 1985년 11월 1일 | 1989년 8월 20일  | 1989년 10월 27일 | 2020년 5월 27일  | 2030년 5월 27일로 연장  |
| 6호기 | VVER-1000/320 | 950 MWh   | 1000 MWh  | 1986년 6월 1일  | 1995년 10월 19일 | 1996년 9월 16일  | 2026년 10월 21일 |                         |

## 같이 보기
- 우크라이나의 원자력 발전
- 드니프로강 수력 발전계